# Rosenkehlkolibri
Die Rosenkehlkolibri (Heliomaster longirostris), manchmal auch Rosenkehlchen genannt, ist eine Vogelart aus der Familie der Kolibris (Trochilidae), die in den Ländern Mexiko, Belize, Guatemala, Honduras, El Salvador, Nicaragua, Costa Rica, Panama, Kolumbien, Trinidad, Venezuela, Guyana, Suriname, Französisch-Guayana, Brasilien, Ecuador, Peru und Bolivien vorkommt. Der Bestand wird von der IUCN als „nicht gefährdet“ (least concern) eingeschätzt.

## Merkmale
Der Rosenkehlkolibri erreicht eine Körperlänge von etwa 11 bis 12 cm bei einem Gewicht der Männchen von ca. 5,5 bis 7,1 g und der Weibchen von ca. 6,5 g. Das Männchen hat einen langen, geraden schwarzen Schnabel. Der Oberkopf glitzert blau bis grünblau, der Rest der Oberseite ist eher dunkel bronzegrün mit einem weißen Streifen in der Mitte des Bürzels. Der kurze Schwanz mit quadratisch geformten Spitzen ist distal schwarz gefärbt, die äußeren zwei bis drei Steuerfedern weiß gefleckt. Hinter dem Auge befindet sich ein kleiner weißer Fleck. Außerdem hat er einen breiten weißen Wangenstreif. Das Kinn ist schwarz, der Kragenspiegel metallisch purpurn. Die Seiten sind bronzegrün, der zentrale Bereich der unteren Brust und des Bauchs stumpf weiß. Die Büschel seitlich des Bürzels sind weiß. Die grauen Unterschwanzdecken sind weiß gesäumt. Das Weibchen hat zwar oft etwas Blau am Oberkopf, aber nie so stark wie dies beim Männchen der Fall ist. Der Kragenspiegel ist schmaler, der Rest der Unterseite eher dunkel grau. Jungvögel beider Geschlechter haben einen dunklen schwärzlichen Kragenspiegel, gelegentlich mit einem violetten Schimmer. Am Oberkopf findet sich keine Blaufärbung. Die Kragenfedern, der Kopf, die Brust, die Seite und der Rücken haben breite gelbbraune Fransen. Die Federn des hinteren Rückens zeigen eher zimtfarbene Fransen.

## Verhalten und Ernährung
Der Rosenkehlkolibri bezieht seinen Nektar von den Blüten unterschiedlicher Pflanzen vorzugsweise großer Bäume. Besonders gerne mag er Korallenbäume mit langen schmalen Blumenkronen. Des Weiteren fliegt er kletternde Ranken, Gestrüpp, Helikonien und angebaute Bananen an. Nahe von Waldrändern und Sekundärvegetation sucht er in tieferen Straten nach Nahrung, als er das sonst üblicherweise tut. Als sogenannter Trapliner fliegt er regelmäßig in rascher Folge Blüten kleinerer Bäume an, die oft über ein weites Gebiet verteilt sind. Gelegentlich verteidigt er Bäume mit vielen Blüten gegen Konkurrenten. Oft schwebt er hoch oben in der Luft und zielt blitzschnell auf Fliegen und Mücken. Zumindest gelegentlich sammelt er Gliederfüßer inklusive Spinnen, Zweiflüglern und Hautflüglern von Blättern.

## Fortpflanzung
Die Brutzeit des Rosenkehlkolibris ist das Ende der Regenzeit und der Anfang der Trockenzeit. Im Süden Mexikos und in Mittelamerika ist das von Oktober/November bis Februar/März, im Norden Kolumbiens von September bis Oktober. Für die anderen Verbreitungsgebiete liegen keine Daten vor. Das breite, flache, kelchartige Nest aus Moossprossen, Pflanzenabfällen und Spinnweben wird außen mit grauen Flechten verziert. Dieses platziert der Rosenkehlkolibri im Gestrüpp oder auf horizontalen Zweigen, häufig von abgestorbenen Bäumen. Es befindet sich oft 4,5 bis 12 Meter über dem Boden. Gelegentlich wurden auch schon Nester auf Telefonmasten entdeckt. Ein Gelege besteht aus zwei weißen Eiern. Die Brutdauer ist 18 bis 19 Tage. Mit 25 bis 26 Tagen werden die Nestlinge flügge. Die Küken haben eine dunkle Oberseite. Die Kehle und die Brust sind ca. die ersten zwei Wochen mit weißen Büscheln bedeckt, die reichlicher ausfallen als bei vielen anderen Kolibriarten. Nachdem die Nestlinge ausgeflogen sind, werden sie von den Eltern noch 22 bis 23 Tage lang weiter gefüttert. Eine zweite Brut noch im März/April wurde in Mittelamerika nur selten beobachtet.

## Lautäußerungen
Der Gesang des Rosenkehlkolibris beinhaltet reichhaltige flüssige tsip- oder tsu-Töne. Während der Jagd gibt er piepsiges Gezwitscher von sich.

## Verbreitung und Lebensraum

Verbreitungsgebiet des Rosenkehlkolibris

Der Rosenkehlkolibri mag feuchtere Gebiete als der Funkenkehlkolibri (Heliomaster constantii). So bevorzugt er die Baumkronen des Waldes, insbesondere mit Lücken bzw. an dessen Rändern, offene Waldungen, isolierte Haine und Bäume in Weideflächen und Lichtungen, Galeriewälder in offenen Ländereien, Sekundär- und halboffene Vegetation. Er meidet das schattige Innere von Wäldern. So kommt er in Tiefebenen und Gebirgsausläufern vor, örtlich auch in Höhenlagen zwischen 1400 und 1500 Meter.

## Unterarten
Bisher sind drei Unterarten bekannt:
- Heliomaster longirostris pallidiceps Gould, 1861[3] kommt vom Süden Mexikos, über Belize, Guatemala, Honduras, El Salvador bis Nicaragua vor. Die Unterart hat einen grünlich blauen Oberkopf, die Seiten der Brust sind ausgiebig goldenbronzefarben.[1]
- Heliomaster longirostris longirostris (Audebert & Vieillot, 1801)[4] ist als Nominatform von Costa Rica über Panama, Kolumbien, Venezuela, Trinidad, Guyana, Suriname, Französisch-Guayana, Brasilien, Ecuador und Peru bis Bolivien verbreitet.
- Heliomaster longirostris albicrissa Gould, 1871[5] kommt im Westen Ecuadors und dem Nordwesten Perus vor. Bei der Subspezies sind die Unterschwanzdecken überwiegend bis ganz weiß.[1]

Heliomaster Stuartae Lawrence, 1860 ist ein Synonym für die Nominatform, Heliomaster longirostris masculinus Phillips, AR, 1966 ein Synonym für H. l. pallidiceps.

## Migration
Das Zugverhalten des Rosenkehlkolibris ist bisher nicht erforscht. In den meisten Gebieten ist sein Auftreten sehr wechselhaft und die Art verschwindet gänzlich zu ganz bestimmten Zeiten. In Costa Rica kommt er z. B. vor, wenn die Korallenbäume in der Trockenzeit spät im November bis früh in den Februar blühen. Zu anderen Zeiten ist er in diesem Gebiet fast vollständig abwesend.

## Etymologie und Forschungsgeschichte
Die Erstbeschreibung des Rosenkehlkolibris erfolgte 1801 durch Jean Baptiste Audebert und Louis Pierre Vieillot unter dem wissenschaftlichen Namen Trochilus longirostris. Als Sammelort des Typusexemplars wurden die Westindischen Inseln angegeben. Es war James Parkinson, der den Autoren bei der Recherche half. Es war 1850 Charles Lucien Jules Laurent Bonaparte, der die neue Gattung Heliomaster einführte. Dieses griechische Wortgebilde setzt sich aus den Wörtern ἥλιος hḗlios für „Sonne“ und μαστήρ mastḗr für „Suchender, Kundschafter“ zusammen. Der Artname longirostris ist ein lateinisches Wortgebilde aus longus für „lang“ und -rostris, rostrum für „-schnablig, Schnabel“. Pallidiceps setzt sich aus pallidus, pallere für „blass, bleich sein“ und -ceps, caput, capitis für „-köpfig, Kopf“ zusammen. Albicrissa ist ein Wortgebilde aus albus für „weiß“ und crissum für „Steiß, Bürzel“. Stuartae ist Mary McCrea Stuart (1810–1891), der Frau von Robert Leighton Stuart (1806–1882) gewidmet. Masculinus steht für „männlich“.